# Hastings Banda
Hastings Kamuzu Banda (1898. május 14. – 1997. november 25.) afrikai politikus, 1964 és 1994 között Malawi első elnöke. Egyetemi éveit az Amerikai Egyesült Államokban és Nagy-Britanniában töltötte, Londonban nyitott háziorvosi praxist. 1958-ban visszatért a brit fennhatóság alatt álló Nyaszaföldre és megalapította a Malawi Kongresszus Pártot (Malawi Congress Party, MCP). Az MCP, Banda vezetésével, a kibontakozó függetlenségi mozgalom élére állt: 1963-ban a britek kinevezték Nyaszaföld miniszterelnökének és egy évvel később, 1964-ben megadták az ország függetlenségét.
Két évvel később, 1966-ban Banda kikiáltotta a köztársaságot és magát köztársasági elnöknek nevezte ki. A demokratikus intézmények mellőzésével Malawit hamarosan egypártrendszerré alakította át az MCP vezetésével, amely 1970-ben életfogytiglani köztársasági elnöknek kiáltotta ki.
Külpolitikáját tekintve egyike volt a kevés Nyugat-barát afrikai vezetőknek a függetlenséget követő években, ezért a hidegháborúra való tekintettel jelentős támogatást kapott az Egyesült Államoktól és más nyugati hatalmaktól. Az afrikai országok közül elsőként választójogot adott a nőknek, fejlesztette Malawi infrastruktúráját és afrikai viszonylatban meglehetősen jó oktatási rendszert épített ki. Azonban mindezt csak úgy tudta elérni, hogy jelentős külföldi adósságokat halmozott fel, hatalma fenntartása érdekében diktatórikus módszereket használt az ellenzék elnyomására. A többi afrikai vezető rendszeresen bírálta, mivel diplomáciai kapcsolatokat tartott fenn a Dél-Afrikai Köztársasággal.
1993-ban nemzetközi nyomásra választásokat írt ki, amelyen az ENSZ felügyelete alatt a lakosság véget vetett az egypártrendszernek, majd az összeülő nemzetgyűlés megfosztotta életfogytiglani elnöki címétől. Banda új választásokat írt ki, de vereséget szenvedett. Betegsége miatt Dél-Afrikába utazott kórházi kezelésre, itt halt meg 1997-ben. Megítélése ma is ellentmondásos, egyesek Malawi megalapítóját, a feketék függetlenségéért küzdő nemzeti hőst látnak benne, míg mások az általa bevezetett egypártrendszer és diktatúra kegyetlenségeit róják fel neki.

## Élete

### Ifjúsága
Kamuzu Banda Kasungu településen született, amely akkor a Brit-Közép-Afrika nevű gyarmat része volt. Apja Mphonongo Banda, anyja Akupingamnyama Phiri. Születési ideje ismeretlen, mivel abban az időben még nem vezették be a születések anyakönyvezését (egyik életrajzírója, Philip Short 1898. februárját tartja a legvalószínűbbnek). Hivatalos életrajzaiban 1906. május 14. szerepel születésnapjaként. A halotti jegyzőkönyvben viszont az áll, hogy 99 éves, egyes híresztelések szerint 101 éves volt, amikor meghalt.
A Hastings nevet 1905-ben kapta, amikor a skót protestáns egyház rítusa szerint megkeresztelték. 1915-16 körül Hanock Msokera Phiri-vel, a közeli Livingstone misszionárius iskola tanárával gyalog Zimbabwébe (akkor Dél-Rhodézia), Hartley városába mentek. 1917-ben ismét gyalog Dél-Afrikába, Johannesburgba mentek tovább. Itt kapott munkát a Witwatersrand Deep Mine gyémántbányában. Itt találkozott W. T. Vernon-nal, az afrikai metodista egyház püspökével, aki felajánlotta, hogy finanszírozza tanulmányait egy amerikai metodista iskolában, ha Banda fedezi az utazás költségeit. 1925-ben New Yorkba utazott és megkezdte tanulmányait.

### Külföldi évek (1925–1958)
Banda a Wilberforce Institute középiskolai részén kezdte tanulmányait, az intézményt az amerikai metodista egyház üzemeltette, kizárólag fekete diákok számára (ma Central State University), Wilberforce, Ohio). 1928-ban szerezte meg az érettségit. Banda némi pénzt szerzett beszédeivel, amit ghánai származású támogatója, Kweyir Aggrey szervezett. A Kiwanis club egyik gyűlésén mondott beszéde után találkozott egy bizonyos Dr. Herald-al, aki támogatta abban, hogy orvosi tanulmányait az Indiana University-n folytassa. Egyetemi évei alatt számos esszét írt a Chewa törzsről (amelynek tagja volt) Stitt Thompson néprajzkutató számára, aki bemutatta Edward Sapir antropológusnak, a University of Chicago professzorának. Banda négy félév után Chicagóban folytatta tanulmányait és az antropológus-nyelvész Mark Hanna Watkins munkatársa volt. Chicagóban a történész szakirányon szerzett diplomát 1931-ben. Az egyetemi évei alatt egy bizonyos Mrs. Smith támogatta, akinek férje, Douglas Smith számos gyógyszer és a Pepsodent fogkrém licencdíjából szedte össze vagyonát. További támogatója volt még az Eastman Kodak cég egyik igazgatótanácsi tagja is.
A folytatódó pénzügyi támogatásnak köszönhetően a Tennessee államban található Meharry Medical College-ban folytatta tanulmányait, ahol 1937-ben szerzett doktori diplomát. Mivel az Amerikában kiadott diplomákat akkor a brit gyarmatbirodalom területén nem ismerték el, 1941-ig az University of Edinburgh orvosi karán (Royal College of Physicians and Surgeons) tanult. Skócia tartózkodását évi 300 fonttal Nyaszaföld gyarmati kormányzata is támogatta, annak fejében, hogy orvosként visszatér. Azonban Banda a maradás mellett döntött és Liverpool-ban beiratkozott egy trópusi betegségekkel foglalkozó tanfolyamra, ezután a kormányzati támogatást visszavonták. Liverpool-t is el kellett hagynia, miután lelkiismereti okokra hivatkozva megtagadta, hogy besorozzák a brit hadseregbe. 1942 és 1945 között Newcastle upon Tyne városban dolgozott a színes bőrű tengerészek számára létrehozott kórházban. A háború után Londonba költözött és Harlesden-ben kezdett működni, mint háziorvos.
1946-ban a Kasungu törzs vezetője, Mwase főnök és más malawi politikai aktivisták felkérésére Nyaszaföld képviseletében részt vett a Manchesterben megrendezett 5. Pánafrikai Kongresszuson (amelynek egyik szervezője Kwame Nkrumah, a független Ghána későbbi első miniszterelnöke és elnöke volt). Ettől kezdve egyre jobban foglalkoztatták a politikai események szülőföldjén, és a Nyaszaföldi Afrikai Kongresszus párt tanácsadója és pénzügyi támogatója lett. Westminsterben is lobbizott a nyaszaföldiek érdekeiért, többek között ellenezte Sir Roy Welensky tervét, aki Észak és Dél-Rhodézia egyesítését javasolta Nyaszafölddel, mivel attól tartott, hogy az általa ostobának nevezett unió a feketék további elnyomásával jár majd. Az uniót végül 1953-ban hozták létre.
1951-ben visszatért Afrikába, de csak a szintén brit kézen lévő gyarmatra, Aranypartra (később Ghána). Egyes híresztelések szerint visszatérésében szerepet játszott, hogy viszonya volt harlesdeni recepciósával, egy bizonyos Mrs. French-el, aki követte őt Afrikába (1976-ban szegénységben halt meg). A Kongresszus vezető politikusai, Henry Chipembere, Kanyama Chiume és Dunduzu Chisiza egyre nagyobb nyomást gyakoroltak rá, hogy térjen vissza szülőföldjére, amit 1958. július 6-án, több, mint 42 évnyi távollét után, meg is tett. Ugyanezen év augusztusában megalapították a Malawi Kongresszus Pártot (Malawi Congress Party, MCP) és a párt vezetőjévé kiáltották ki.

### Hazatérése után (1958 – 1964)
Visszatérése után Banda hamarosan körutat tett az országban és mindenhol a Közép-Afrikai Szövetség (ahogyan Rhodézia és Nyaszaföld unióját hívták) ellen mondott beszédet, hallgatóságát arra buzdítva, hogy legyen tagja a Kongresszus pártnak. Állítólag annyira kijött a gyakorlatból, hogy nem tudott folyékonyan beszélni anyanyelvén és mindenhol tolmácsra volt szüksége, kezdetben John Msonthi, majd John Tembo fordított neki, akik élete végéig közeli munkatársai maradtak. Ennek ellenére a lakosság lelkesen fogadta és hamarosan a malawiak között egyre nagyobb volt a nyugtalanság. 1959 februárjában olyan komolyra fordult a helyzet, hogy rhodéziai katonákat kellett Nyaszaföldre vezényelni a rend helyreállítása érdekében. Március 3-án Bandát és támogatóit letartóztatták az "Operation Sunrise" művelet eredményeként. Dél-Rhodéziában, Gwelóban börtönözték be. Távollétében az MCP vezetését Orton Chirwa vette át, akit 1959 augusztusában kiengedtek a börtönből.
Eközben a brit külpolitikai egyre inkább a gyarmatok függetlensége fel hajlott, az első gyarmat, Ghána, 1959-ben elnyerte függetlenségét. Bandát 1960 áprilisában kiengedték a börtönből és szinte azonnal Londonba hívták, hogy Nyaszaföld jövőjéről tárgyaljanak vele. 1961 augusztusában választásokat rendeztek és ennek eredményeként Bandát kinevezték a helyi önkormányzatokért, a termőföldért és a természeti kincsekért felelős miniszternek, de lényegében Nyaszaföld miniszterelnöke lett. Hivatalosan 1963. február 1-jén nevezték ki miniszterelnöknek. Az általa alakított MCP kormány hamarosan munkához látott és széles körű reformokat vezetett be többek között a középoktatás, az igazságszolgáltatás és a vámrendszer területén.
1962 decemberében R. A. Butler, a brit kormány afrikai ügyekért felelős minisztere beleegyezett a Rhodéziával kötött unió felbontásába és 1964. július 6-án Malawi, pontosan hat évvel Banda visszatérése után, elnyerte függetlenségét.
Az ország nevét Banda személyesen választotta, mivel egy régi francia térképen látta a Nyasza-tó elnevezését mint "Marawi-tó" és nagyon megtetszett neki a név hangzása.

### Malawi elnökeként (1964 – 1994)
Alig egy hónappal a függetlenség kikiáltása után az autokratikus módszerekkel kormányzó Bandát arra akarták rávenni minisztertársai, hogy korlátozza személyes hatalmát és jogkörét. Banda erre négy minisztert elbocsátott, másik kettő lemondott és mind a hatan elhagyták az országot. 1966. július 6-án, két évvel a függetlenség kikiáltása után Malawi új alkotmányt kapott, amiben Banda kikiáltotta a köztársaságot és magát kinevezte Malawi elnökének. Az új alkotmány értelmében az MCP volt az egyetlen párt, amelynek működése engedélyezett volt. 1970-ben az MCP nagygyűlésén Bandát életfogytiglani elnöknek nevezték ki, amit 1971-ben törvénybe iktattak. Hivatalos megnevezése ekkor Őméltósága Malawi Életfogytiglani Elnöke Ngwazi Dr Hastings Kamuzu Banda lett. A "Ngwazi" név jelentése nagy oroszlán vagy hódító a Chicheŵa nyelven.
Bandát külföldön jóindulatú, bár hóbortos afrikai vezetőnek tartották, aki háromrészes öltönyt hordott színben passzoló zsebkendőkkel. 1976 júniusában tiszteletbeli doktori címet kapott az University of Massachusetts-től, a diplomára azt írták: "újszülött nemzetének gyermekorvosa". Malawiban azonban személyi kultusz vette körül alakját, míg ellenzői rettegtek az általa létrehozott rendőrállamtól. Bár az alkotmány névleg garantálta a személyi és politikai szabadságjogokat, a gyakorlatban a rendőrség ezt figyelmen kívül hagyta.
A Banda által kiépített személyi kultusz a malawiak életének minden területére kiterjedt: minden irodában, iskolateremben és nyilvános helységben ki kellett rakni hivatalos portréját, és semmi mást (képeket, órát vagy posztert) nem lehetett magasabbra kitenni. A mozikban minden film előtt levetítettek egy rövidfilmet, amelyben Banda a himnusz dallamára integet a népnek. Bármerre utazott az országban, mindenhol népes, nőkből álló küldöttségnek kellett várnia őt és hagyományos táncokat táncolni. Ezekre az alkalmakra egy különleges, az elnök arcképével díszített ruhát kellett felvenni. A mindennapi életet az állami cenzúra is befolyásolt: minden templomnak be kellett szereznie a kormány jóváhagyását, minden mozifilmet és videót a Malawi Censorship Board-nak kellett jóváhagynia. A könyveket és folyóiratokat is cenzúrázták, lapokat vágtak ki olyan külföldi kiadványokból, mint a Newsweek és a Times. A belföldi hírlapokat a kormány ellenőrizte és lényegében a kormányzati propaganda szócsövei lettek. A televíziót az egész országban betiltották, mivel Banda erkölcstelennek tartotta. Banda arcképe díszítette a malawi fizetőeszköz, a kwacha bankjegyeit is.
A kormány felügyelete a mindennapi élet már részeire is kiterjedt. Még uralmának kezdetén Banda új öltözködési előírásokat vezetett be, amelyek meglehetősen konzervatív nézetein alapultak. A nőknek nem volt szabad a combot láttató szoknyát vagy nadrágot viselni, a férfiaknak a hosszú haj és a szakáll viselése volt tilos. A rendőrség bármikor hajvágásra kényszeríthette a járókelőket, illetve az ország határán Malawiba beutazó külföldieket. Nyilvános helyen tilos volt csókolózni, illetve minden filmből kivágták a csókolózást tartalmazó jeleneteket. A függetlenség előtti Nyaszaföld történelméről szóló könyveket betiltották és elégették, illetve egyes északi törzsek (különösen a Tumbuka törzs) nyelvét és kultúráját is üldözték. Azok az európaiakat, akik ezeket a szabályokat megszegték, gyakran illegális bevándorlónak (Prohibited Immigrant, PI) minősítették és kitoloncolták. A malawiak magánlevelezését felbontották és cenzúrázták, a telefonvonalakat lehallgatták és amennyiben valaki bírálta a kormányt vagy Bandát, a beszélgetést megszakították. Banda bírálata természetesen bűncselekmény volt és a büntetés kitoloncolás vagy akár kivégzés is lehetett. Az ellenzéki politikusokat vagy száműzetésbe kényszerítették (mint pl. Kanyama Chiume-t) vagy megölték (mint Dick Matenje-t vagy Dr. Attati Mpakati-t).
Minden nagykorú malawi polgárnak kötelező volt belépni az MCP-be, a párt tagsági kártyáját minden időben maguknál kellett tartani és a rendőrség kérésére bemutatni. A tagsági kártyákat az MCP ifjúsági szervezete, a Malawi Úttörők (Malawi Youth Pioneers, MYP) árusította, akik időnként arra kényszerítettek szülőket, hogy csecsemőiknek is megvegyék.
A Malawiba beutazó külföldieknek is be kellett tartani a kormány által előírt, öltözködési előírásokat, az 1970-es években például a vízumkérelmezőknek a következő tájékoztatást adták:
A női utasok számára a beutazást megtagadják a hatóságok, amennyiben rövid szoknyát vagy nadrágkosztümöt viselnek, kivéve a nemzeti parkokban és a Lake Holiday üdülőkörzetben tartózkodókat. A szoknyának és a ruhának a térd vonaláig kell érni a kormány rendelkezései értelmében. „Hippik”, hosszú hajú vagy trapézszárú nadrágot viselő férfiak beutazása tilos.
Azonban Banda, más afrikai vezetőkkel ellentétben, támogatta a nők jogait, és megalapította a Chitukuko Cha Amai m'Malawi (CCAM) szervezetet, amely a nők jogaival, oktatásával és támogatásával foglalkozott. A CCAM támogatta a nők részvételét a felsőoktatásban és a kormányzatban, valamint a helyi önkormányzati, egyházi szervezetekben.
Banda másik vívmánya volt az ország infrastruktúrájának fejlesztése, felügyelete alatt számos főút, repülőtér, kórház és iskola épült. Megalapította a Kamuzu Academy-t, a brit Eton College magánközépiskolához hasonló oktatási intézmény, ahol a diákok latint, ógörög nyelvet tanultak és klasszikus műveltségben részesültek. A helyi Chichewa nyelvet használó diákokat megbüntették.
Banda hivatali évei alatt állítólag több, mint 445 millió dollár értékű vagyont halmozott fel, amit Dél-Afrikában fektetett be. A vagyon nagyságának felbecslését megnehezítette, hogy Banda halotti anyakönyvi kivonata elveszett, ennek hiányában a nagy bankok nem adták ki a neve alatt őrzött számlát adatait. Élettársa és hivatalos kísérője, Cecilia Kadzimira, valamint ét unokája, akik jelenleg Dél-Afrikában és az Egyesült Államokban élnek, örökölték a vagyont, amelyet a malawi kormányt megpróbált visszaszerezni.
Banda volt az egyetlen fekete afrikai vezető, aki hivatalos kapcsolatokat tartott fenn az apartheid rendszer kiépítése után Dél-Afrikával. Egy alkalommal hivatalos látogatást tett Dél-Afrikában, Stellenbosch-nál találkozott a dél-afrikai miniszterelnökkel. Bár a legtöbb afrikai ország, gazdasági okok miatt, továbbra is kereskedett Dél-Afrikával, de egyik sem ismerte el a fehér kormányt és ezért rendszeresen bírálták Bandát.

### Választási vereség és halál

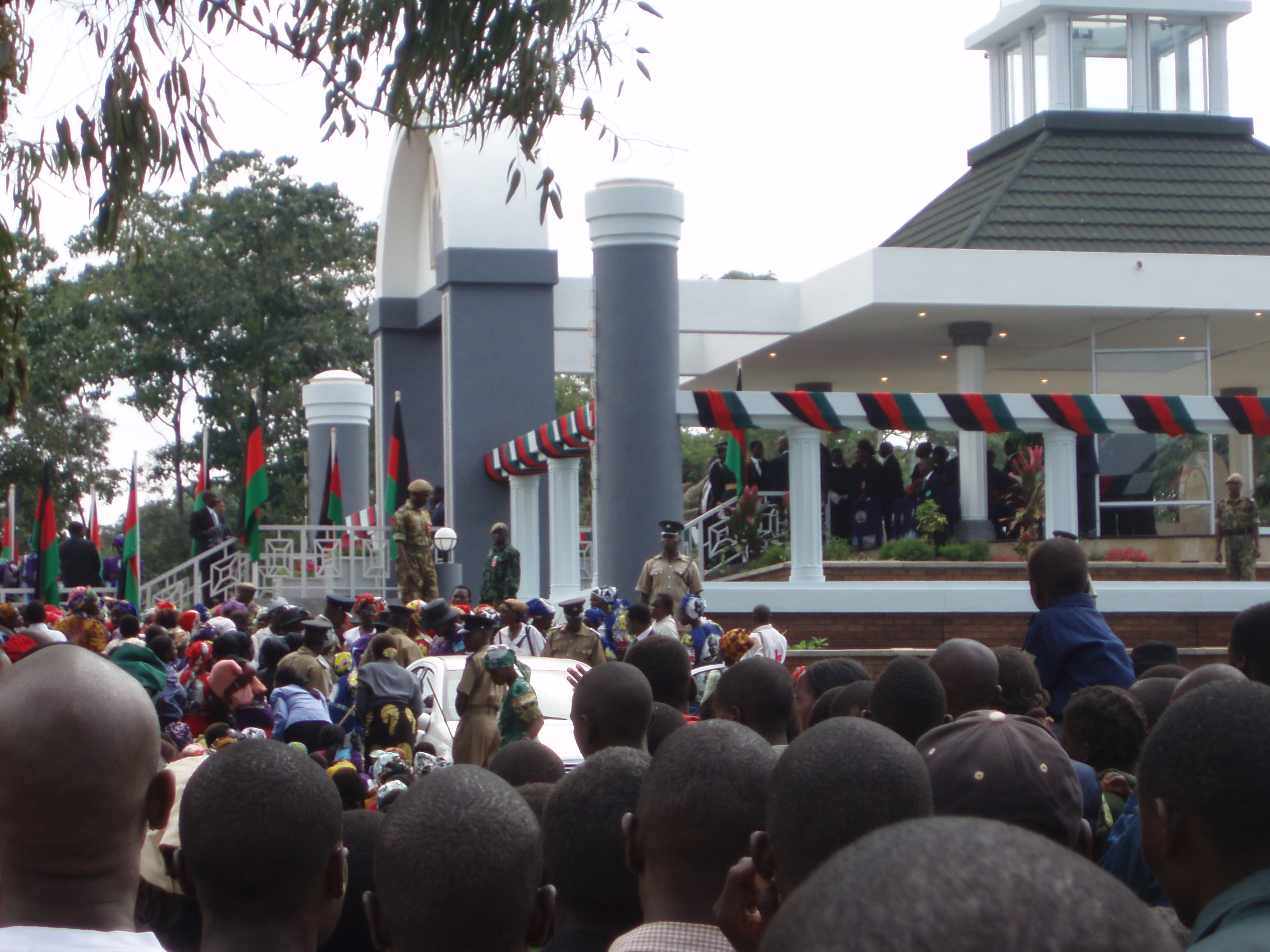
A Banda Mausoleum felavatása, 2006. május 14., Lilongwe

1993-ban az ENSZ felügyelete alatt rendezett népszavazás elutasította az egypártrendszert, majd egy hamarosan összehívott 
Az itt született eredményt Banda nem fogadta el, egy éven belül újabb választások kiírását akarta elérni. 1993 őszére azonban megromlott az egészségi állapota, a külföldön való gyógykezelése idejére egy megbízott tanácsra bízta a hatalmat. Ekkor feloszlatták a Malawi Fiatal Úttörők (MYP) nevű félkatonai szervezetet, amely az MCP párthadseregének számított. Habár Banda 1994-ben visszatért a hatalomba az újabb választásokon az Egyesült Demokratikus Front jelölte, Bakili Muluzi legyőzte őt.
Muluzi alkotmányos reformokat és korrupció ellenes intézkedéseket vezetett be, kivizsgáltatta a Banda-rezsim alatti bűneseteket. Bandát és társait több esetben is elítélték, még gyilkosságok miatt is, de végül kegyelmet kaptak.
Muluzit ellenzéke korrupcióval és alkotmánysértéssel vádolta több alkalommal, kormánya egyre népszerűtlenebbé vált. Végül 1996 júniusában fel is bomlott, a hatalom viszont a kormány néhány tagja kezében maradt. 1997-ben egy dél-afrikai kórházban halt meg, temetésén összesen csak két külföldi államfő jelent meg: Robert Mugabe, Zimbabwe elnöke és Ketumile Masire, Botswana elnöke. Az általa alapított Malawi Kongresszus Párt viszont a mai napig meghatározó az ország politikai életében.
2006-ban Malawi fővárosában, Lilongwe-ben avatták fel mauzóleumát.

## További olvasmányok
- Meredith, Martin. The Fate of Africa: From the Hopes of Freedom to the Heart of Despair (angol nyelven). PublicAffairs (2005)
- Mwakikagile, Godfrey. Africa After Independence: Realities of Nationhood (angol nyelven). Johannesburg: Continental Press (2006)
- Banda, Hastings Kamuzu, Oxford Dictionary of National Biography, 2004 (2004)
- Rotberg, Robert I.. The Rise of Nationalism in Central Africa (angol nyelven). Cambridge: Harvard University Press (1965)
- Short, Philip. Banda. London: Routledge & Kegan (1974)
- Williams, T. David. Malawi, the Politics of Despair (angol nyelven). Cornell Univ Press (1978)
- van Donge, Jan Kees (1995). „Kamuzu's legacy: the democratization of Malawi”. African Affairs 94 (No 375). (Hozzáférés: 2008. augusztus 21.)

## Külső hivatkozások
- Banda vagyonára vonatkozó becslések
- Kamuzu Banda hivatalos életrajza